# Sergej Lištvan
Sergej Nikolajevič Lištvan nebo Sjarhej Mikalajevič Lištvan (* 11. května 1970 Minsk) je bývalý sovětský a běloruský zápasník – klasik, stříbrný olympijský medailista z roku 1996.

## Sportovní kariéra
Vyrůstal v Bobrujsku kde začínal se zápasením pod vedením svého otce. Zápasu řecko-římském se věnoval od svých 14 let v Homelu na střední sportovní škole. Vrcholově se připravoval v Minsku v policejním sportovním centru Dinamo a na univerzitě BSU. Jeho osobním trenérem byl po celou sportovní kariéru Vladimir Primak. Na mezinárodní sportovní scéně se objevil až po přijetí Běloruska do rodiny Mezinárodní zápasnické federace v roce 1992. V roce 1996 startoval na olympijských hrách v Atlantě jako úřadující mistr Evropy. Bez ztráty bodu postoupil do semifinále proti úřadujícímu mistru světa Švédu Mikaelu Ljunbergovi a zvítězil těsně 2:1 na body. V taktickém finále s Polákem Andrzejem Wrońskim prohrál po verdiktu sudích a získal stříbrnou olympijskou medaili.
Od roku 1997 zvýšil v jeho váze domácí konkurenci k vrcholovému sportu vrátivší se Anatolij Fedorenko. V roce 2000 s ním svedl tvrdý a nakonec úspěšný nominační boj o start na olympijských hrách v Sydney. Byl zvolen vlajkonošem běloruské olympijské výpravy, ale svojí roli favorita nezvládl, když nepostoupil ze základní skupiny do vyřazovacích bojů. Pozici reprezentační jedničky uhájil při běloruské olympijské nominaci pro účast na olympijských hrách v Athénách v roce 2004, ale podobně jako v Sydney nepostoupil ze základní skupiny. Následně ukončil sportovní kariéru. Pracuje jako policista v Minsku.

## Výsledky
| Turnaj             | 1993 | 1994 | 1995 | 1996 | 1997 | 1998 | 1999 | 2000 | 2001 | 2002 | 2003 | 2004 |
| Turnaj             | 23   | 24   | 25   | 26   | 27   | 28   | 29   | 30   | 31   | 32   | 33   | 34   |
| Turnaj             | -90  | -100 | -100 | -100 | -97  | -97  | -97  | -97  | -97  | -96  | -96  | -96  |
| ------------------ | ---- | ---- | ---- | ---- | ---- | ---- | ---- | ---- | ---- | ---- | ---- | ---- |
| Olympijské hry     |      |      |      | 2.   |      |      |      | úč.  |      |      |      | úč.  |
| Mistrovství světa  | ?    | 4.   | úč.  |      | —    | úč.  | úč.  |      | úč.  | úč.  | —    |      |
| Mistrovství Evropy | 4.   | 4.   | 3.   | 1.   | —    | 1.   | —    | 1.   | úč.  | 2.   | —    | 2.   |

## Vyznamenání
- Zasloužilý mistr sportu Běloruské republiky – Bělorusko, 4. června 1997[4]